# Међународни дан медицинских сестара
Међународни дан медицинских сестара (IND) је међународни дан који се обележава широм света 12. маја (годишњица рођења Флоренс Најтингејл) сваке године, како би се обележио допринос који медицинске сестре дају друштву.

## Позадина
Међународни савет медицинских сестара (ICN) обележава овај дан од 1965. године. Године 1953. Дороти Сатерленд, службеница америчког Министарства здравља, образовања и социјалне заштите, предложила је председнику Двајту Ајзенхауеру да прогласи 'Дан медицинских сестара', али он то није одобрио. Јануара 1974. године, 12. мај је изабран за прославу овог дана јер је то годишњица рођења Флоренс Најтингејл, оснивача модерног неговања. Сваке године ICN припрема и дистрибуира комплет за Међународни дан медицинских сестара. Комплет садржи образовне и информативне материјале за медицинске сестре у било којој држави. Од 1998. године, 8. мај је одређен као годишњи Национални дан студентских медицинских сестара.

## Теме
ICN теме за Међународни дан медицинских сестара:
- 1988 – Сигурно мајчинство
- 1989 – Школска медицинска сестра
- 1990 – Медицинске сестре и животна средина
- 1991 – Ментално здравље – Медицинске сестре у акцији
- 1992 – Здраво старење
- 1993 – Квалитет, трошкови и нега
- 1994 – Здраве породице за здраву нацију
- 1995 – Здравље жена: медицинске сестре утиру пут
- 1996 – Боље здравље кроз истраживање медицинских сестара
- 1997 – Здрави млади људи = светлија будућност
- 1998 – Партнерство за здравље заједнице
- 1999 – Славимо прошлост медицинских сестара, тражимо будућност
- 2000 – Медицинске сестре – Увек ту за вас
- 2001 – Медицинске сестре, увек ту за вас: Уједињени против насиља
- 2002 – Медицинске сестре су увек ту за вас: брига о породици
- 2003 – Медицинске сестре: боре се против стигме o сиди, раде за све
- 2004 – Сестре: рад са сиромашнима; смањење сиромаштва
- 2005 – Сестре за безбедност пацијената: циљање на фалсификоване лекове и лекове испод стандарда
- 2006 – Безбедно особље спасава животе
- 2007 – Окружење позитивне праксе: Квалитетна радна места = квалитетна нега пацијената
- 2008 – Пружање квалитета, служење заједницама: медицинске сестре воде примарну здравствену заштиту и социјалну заштиту
- 2009 – Пружање квалитета, служење заједницама: медицинске сестре воде иновације у нези
- 2010 – Квалитетно пружање услуга, пружање услуга заједницама: медицинске сестре које воде хроничну негу
- 2011 – Затварање јаза: повећање приступа и праведност
- 2012 – Затварање јаза: од доказа до акције
- 2013 – Затварање јаза: Миленијумски циљеви развоја
- 2014 – Медицинске сестре: сила за промене – витални ресурс за здравље
- 2015 – Медицинске сестре: сила за промене: нега ефикасна, а исплатива
- 2016 – Медицинске сестре: снага за промене: побољшање здравствених система oтпорност[6]
- 2017 – Медицинске сестре: глас за вођство – постизање циљева одрживог развоја
- 2018 – Медицинске сестре: глас који води – здравље је људско право
- 2019 – Медицинске сестре: глас за вођство – здравље за све
- 2020 – Медицинске сестре: глас који води – нега света до здравља[7]
- 2021 - Медицинске сестре: глас који води – визија за будућност здравство

## Међународне активности

### Аустралија
Аустралијска медицинска сестра године проглашава се на церемонији у једном од главних градова државе. Поред тога, у свакој од аустралијских држава и територија, током недеље се одржавају разне церемоније доделе награда за медицинске сестре.

### Кина
У 2007. години, 5.000 медицинских сестара окупило се у Јичуну, источнокинеској покрајини Ђангси.

### Ирска
Од 2012. године, Nurse Jobs Ireland (ирска агенција за запошљавање медицинских сестара) покреће једнонедељну про-боно кампању за прославу дана медицинских сестара од 6. до 12. маја сваке године. Овонедељна прослава користи дигиталне платформе као нпр Твитер и Фејсбук да промовишу сјајан посао медицинских сестара користећи хештаг #CelebrateNurses. Јавност оставља своје позитивне коментаре и захвалности на Celebrate Nurses веб-сајту који су спојени у е-књигу која се дели у медицинским установама широм Ирске.

### Сингапур
Сингапур слави Дан медицинских сестара 1. августа. Још у 1800-им годинама, напредан Сингапур нашао се у потреби да пружи бољу здравствену заштиту и медицинске услуге растућој популацији. Иако је постојало неколико болница, недостајало је медицинских сестара које би помогле лекарима. Француске монахиње из манастира Светог Младенца Исуса биле су обучене да постану медицинске сестре како би испуниле ову потребу, јер су биле виђене као једине образоване европљанке у Сингапуру које су могле да се прихвате овог изазова. Почетак развоја сестринства у Сингапуру је 1. август 1885. године и означава дан када су ове монахиње започеле рад као медицинске сестре у Општој болници.

### Тајван
На прослави Међународног дана медицинских сестара 2017. године, прва жена председница Цај Ингвен је спровела церемонију 'преношења бакље' са лидерима Тајванског удружења медицинских сестара. На догађају је одликовала медицинске сестре признате за изузетан професионализам и услугу, као и преко 2.200 медицинских сестара које раде више од 25 година. Председница Цај је изразила најдубље поштовање и захвалност за њихов допринос здрављу људи на Тајвану и нагласила да влада има одговорност да повећа бенефиције које су доступне медицинским сестрама и постигне разумније омере између сестара и пацијената и осигура пријатељска радна места. Она је такође похвалила дугу традицију Тајвана у пружању међународне медицинске помоћи уз учешће медицинских сестара и нагласила потребу за интеракцијом са другим земљама ради размене искустава у медицинској нези. Она је истакла да је брига медицинске сестре за глобално здравље заједничка вредност за све нације.

### Тајланд
Почевши од 1990. године, Тајланд обележава 21. октобар као Национални дан медицинских сестара วนพยาบาลแหงชาต (Wan Phayaban Haeng Chat). Датум обележава сећање на рођење Сринагариндре, принцезе мајке и усвојен је 4. априла 1990. године.

### Уједињено Краљевство
Сваке године се одржава служба у Вестминстерској опатији у Лондону. Током службе, симболично се узима кандило из сестарске капеле у опатији и предаје од једне медицинске сестре другој, а на крају декану, који га поставља на Велики олтар. Ово означава преношење знања са једне медицинске сестре на другу. У цркви Свете Маргарете у Хемпширу, где је сахрањена Флоренс Најтингел, служба се такође одржава у недељу након њеног дана рођења.

### Сједињене Америчке Државе и Канада
Сједињене Америчке Државе обележавају Националну недељу медицинских сестара сваке године од 6. маја до 12. маја (рођендан Флоренс Најтингејл). Канада сваке године обележава Националну недељу медицинских сестара током недеље која укључује 12. мај. Канадски министар здравља је установио Националну недељу медицинских сестара у Канади 1985. године.
У САД, Национална недеља медицинских сестара је први пут обележена од 11. до 16. октобра 1954. године у част 100. годишњице мисије Флоренс Најтингел на Криму. Председник Никсон је, 1974. године, прогласио 'Националну недељу медицинских сестара'. Године 1982, председник Реган је потписао предлог којим се 6. мај званично означава као 'Дан националног признања медицинских сестара', сада познат као Национални дан медицинских сестара. Године 1990. америчка асоцијација медицинских сестара (ANA) проширила је празник на актуелну Националну недељу медицинских сестара која се обележава од 6. маја до 12. маја.
На захтев националног удружења студентских медицинских сестара, 1997. године, ANA је одредила 8. мај као Национални дан студентских медицинских сестара. ANA је 2003. године одредила среду у оквиру Националне недеље медицинских сестара као Национални дан школских медицинских сестара. Национално удружење школских медицинских сестара, међутим, тврди да се Национални дан школских медицинских сестара признаје од 1972. године.